# Adorazione dei Magi (Veronese)
L'Adorazione dei Magi è un dipinto, precisamente un olio su tela dalle dimensioni monumentali, realizzato nel 1573 da Paolo Veronese. Fa parte della collezione della National Gallery di Londra dal 1855, quando fu venduto dalla Scuola di San Giuseppe, che ne aveva commissionato la realizzazione per la chiesa di San Silvestro a Venezia: non si trattava di una pala d'altare, bensì di una tela destinata ad essere appesa a sinistra dell'altare minore di San Giuseppe. L'opera ha come soggetto una scena tratta dalla Natività di Gesù: si tratta, infatti, della visita dei Magi al Bambino Gesù, resa con la magistrale teatralità tipica della maturità del Veronese.

## Storia
La provenienza del dipinto è di inusuale quanto semplice derivazione, trattandosi di un'opera del XVI secolo. Quest'ultima fu acquistata da un mercante dalla chiesa di San Silvestro, per la quale era stata commissionata dalla Scuola di San Giuseppe: non si trattava di una ricca Scuola Grande, né di una delle scuole di mestiere come le altre che avevano un altare nella chiesa, ma semplicemente di una scuola a carattere devozionale, che includeva al suo interno anche membri femminili.
La chiesa poteva contare un significativo numero di dipinti, e quello dell'Adorazione era posizionato a sinistra all'altare minore destro di San Giuseppe, che nel secolo successivo fu invece decorato con una pala d'altare, tuttora lì conservata, di Johann Carl Loth, dall'insolito soggetto (Sacra Famiglia: la Vergine e san Giuseppe presentano Gesù al Padreterno). Il Veronese, grazie all'opera, accrebbe la sua fama e fu menzionato anche nelle prime guide turistiche della città, come la revisione di Venetia descritta di Francesco Sansovino, curata da Giovanni Stringa nel 1604. Nel 1670 degli intermediari di Cosimo III de' Medici non erano stati in grado di acquistare la tela del Matrimonio mistico di Santa Caterina del 1575 dalla chiesa di Santa Caterina (attualmente conservata alle Gallerie dell'Accademia); a tal punto decisero di rivolgersi alla chiesa di San Silvestro e provarono persino a corrompere ogni membro della Scuola per ottenere l'opera, ma rinunciarono dopo due anni di tentativi falliti.
Dopo un parziale collasso della struttura nel 1820, la chiesa venne riedificata pressoché integralmente, per cui l'interno è interamente datato al XIX secolo: osservando in maniera più approfondita, ci si può rendere conto di dettagli in grado di rivelare che i fondi cominciarono a scarseggiare, con decorazioni pittoriche al posto di quelle marmoree nelle aree secondarie dell'edificio. I lavori cominciarono nel 1836 e l'anno successivo la tela venne smontata e depositata nella chiesa, piegata o arrotolata. Nel 1850 la struttura venne consacrata nuovamente. La facciata fu ultimata nel 1909, anche se la torre campanaria è risalente al XIV secolo. La nuova navata presentava molti meno altari, con una "lucida articolazione delle pareti della navata" che non lasciava spazio per dipinti delle dimensioni dell'Adorazione. Stando a quanto afferma Penny, la "versione ufficiale", secondo la quale l'inconveniente fu scoperto solo al termine dei lavori, è da ritenere improbabile e non veritiera: ottenere fondi dalla vendita dell'opera era parte del piano sin dal principio.
Il dipinto fu acquistato da Angelo Toffoli, mercante d'arte veneziano, in data 1 settembre 1855. La vendita fu rallentata dalla necessità di ottenere un decreto papale che la autorizzasse e dal permesso delle autorità austriache, all'epoca governanti sulla città, di esportarla. Toffoli inviò la tela a Parigi il mese successivo, intenzionato a venderla lì al banchiere James Mayer de Rothschild, dei Rothschild di Francia, o ad un altro collezionista. Ma l'appena nominato direttore della National Gallery, Sir Charles Lock Eastlake, venne a conoscenza dell'opportunità e acquisì l'opera all'interno della collezione londinese, probabilmente senza neanche averla mai vista. Toffoli fu pagato £ 1.977 il 24 novembre. L'Adorazione arrivò senza la sua cornice originale e quella attuale fu prodotta a Wardour Street prima che il dipinto venisse esposto nella galleria il giorno 1 febbraio 1856, nello specifico nella Sala 9, dove tuttora è visibile.

### Datazione e attribuzione
Non vi sono dubbi in merito alla data del 1573, dipinta sul gradino di pietra, in basso a destra. Il grado di partecipazione di Veronese alla realizzazione del dipinto, invece, è stato oggetto di dibattito sin da quando il dipinto ha raggiunto Londra, con taluni che ritengono la maggior parte delle grandi figure opera del maestro e altri che, in maniera opposta, credono che quest'ultimo non abbia nemmeno messo mano alla tela. È generalmente riconosciuto che Caliari fu responsabile dei dettagliati disegni preparatori, attentamente seguiti senza modifiche e ancora visibili in diverse parti del dipinto. Cecil Gould fu il primo ad evidenziare come nel 1573 Veronese stesse completando anche altre opere, tra cui l'enorme Convito in casa di Levi e la grande Madonna del Rosario, entrambi conservati alle Gallerie dell'Accademia di Venezia; suggerì, quindi, "che questo fatto solo sarebbe supporterebbe l'idea che vi fu un ampio contributo della bottega". Nicholas Penny trovò la tela "caratteristica delle più sapienti produzioni della bottega del Veronese, eppure le teste dei due re più anziani sono tra le migliori che Veronese abbia mai dipinto."
Lo stile in alcune aree, come i volti della Vergine e di Gaspare, oltre ad aspetti come l'aggiunta del bue e dell'asino, "per nulla obbligatori in un dipinto" della Natività nonché "un'altra caratteristica notoriamente bassanesca", inducono molti a credere che Jacopo Bassano, o qualche suo allievo, abbia collaborato con Veronese. Inoltre, la composizione include cavalli, due agnelli, due cani e un cammello: Veronese era noto per la sua ammirazione nei confronti di Bassano, a sua volta specializzato nella pittura storica, dove spesso questi animali erano presenti.

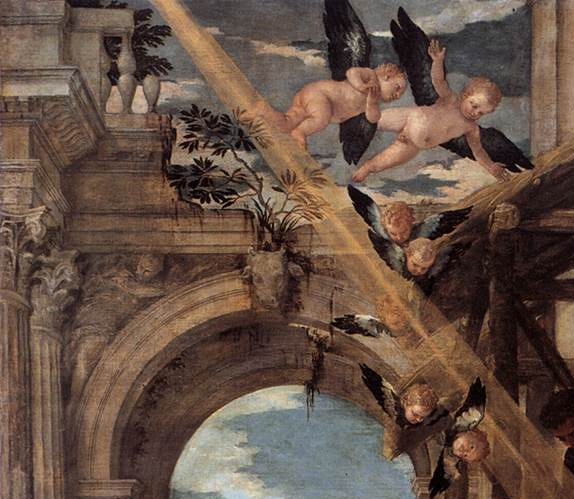
Particolare della scena, in alto a sinistra.

## Descrizione
L'Adorazione dei Magi era un tema iconografico ampiamente apprezzato tra le tele di natura religiosa; fu scelto senza alcun dubbio perché il committente era la confraternita intitolata proprio a San Giuseppe, tra i protagonisti della composizione (sebbene non sia la figura che maggiormente emerge, essendo stato raffigurato lateralmente, mentre si sporge al di sopra del bue). Tuttavia, si trova comunque al vertice della diagonale che incrocia i personaggi principali. Veronese amava dipingere costumi elaborati e scenografici e i tre re, come altre figure storiche o religiose già rappresentate dall'artista, indossano abiti che riflettono il gusto dell'élite veneziana dell'epoca (e lo esasperano, apparendo come più stravaganti e fantasiosi di quanto fosse effettivamente possibile vedere nella realtà). Si è ipotizzato che il vestiario concepito dal Veronese fosse destinato all'ambiente teatrale, per il quale aveva anche disegnato in precedenza; taluni ritengono che possa essere paragonato agli abbigliamenti di alta moda, difficilmente intesi per essere indossati al di fuori della passerella.
La grandiosa ambientazione architettonica, tra le rovine di un tempio classico, è anch'essa tipica di Veronese, che s'interessò profondamente di architettura, malgrado David Rosand suggerisca che le scenografie ideate per le sue tele siano più opportunamente da considerare come maestose decorazioni temporanee — all'epoca particolarmente raffinate — pensate per entrate reali o altre occasioni simili; al contrario, sarebbe da smentire una raffigurazione di edifici realmente esistenti. Le scene della Natività sono spesso collocate in ambientazioni simili: ciò, oltre a mostrare chiaramente l'abilità dell'artista, sarebbe un riferimento diretto ad una leggenda medievale, riportata nella raccolta della Legenda Aurea, secondo la quale nella notte della nascita di Gesù la Basilica di Massenzio, che avrebbe conservato al suo interno una statua di Romolo, sarebbe parzialmente crollata al suolo, residuando soltanto le impressionanti rovine tuttora visibili.

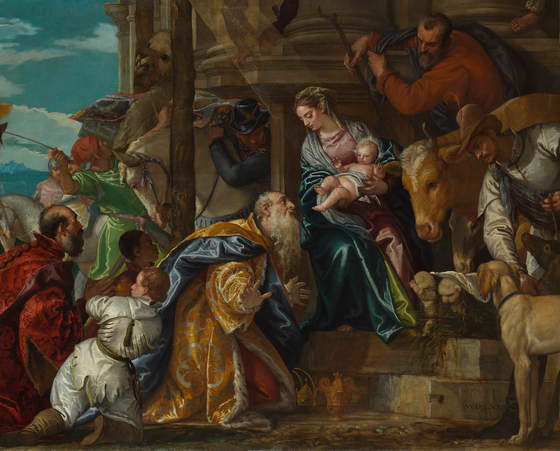
Dettaglio del gruppo principale di personaggi. Le otto figure umane sono affiancate da altrettanti animali, di sei specie diverse.

Un altro significato da poter attribuire al tempio in rovina si rifà ai Primitivi fiamminghi del XV secolo: questi artisti, infatti, dalla tradizionale e semplice capanna della Natività, quasi per nulla cambiata dalla tarda antichità, giunsero a sviluppare ambientazioni più ricercate, come quelle di un tempio in rovina. Inizialmente il gusto scelto era romanico, simbolo del fatiscente stato dell'Alleanza della Halakhah. Nel contesto italiano l'architettura di riferimento divenne quella classica, sia per un crescente interesse verso il mondo antico, sia per la cospicua presenza di rovine in Italia.

### Condizioni e tecnica
Il dipinto si presenta in buone condizioni, sebbene venti anni trascorsi piegato o arrotolato e gli spostamenti necessari per giungere a Londra abbiano causato la perdita del colore sui bordi, ridipinti proprio per Toffoli. Quando giunse a Londra nel 1856 i "ritocchi superficiali" furono rimossi. Fu descritta come logora e difficilmente comprensibile da un visitatore che si recò a San Silvestro nel XIX secolo, probabilmente a causa della sporcizia, delle impurità e della vernice scolorita. L'opera ha ricevuto diverse puliture, rispettivamente nel 1891, 1934 e 1957. Tra il 2012 e il 2013 fu sottoposta a "pulizia completa e restauro, nonché ad una ribasatura": in tale occasione è stato notato come la mano del Veronese, nella realizzazione delle varie figure, fosse più presente di quanto non si credesse in passato.
La tela è divisa in tre pezzi, ciascuno largo 119 centimetri circa di "tela Tabby Weave, dal peso medio" che attraversa l'intera immagine. In maniera piuttosto insolita, la base è costituita da carbonato di calcio con colla come legante (rispetto ai più tradizionali solfato di calcio e gesso). Molti dei pigmenti originali utilizzati sono stati identificati e vi è stata in taluni casi qualche scolorimento.